# Proceraea gigantea
Proceraea gigantea är en ringmaskart som beskrevs av Arne Nygren och Gidholm 200. Proceraea gigantea ingår i släktet Proceraea och familjen Syllidae. Inga underarter finns listade i Catalogue of Life.